# Communauté de communes Alpes d'Azur
La communauté de communes Alpes d'Azur est une structure intercommunale française, située dans le département des Alpes-Maritimes. Elle a été mise en place le 1er janvier 2014. Elle regroupe 34 communes et environ 10 000 habitants. Son siège se trouve à Puget-Théniers.

## Historique
La communauté de communes des Alpes d'Azur est issue de la fusion intervenue le 1er janvier 2014 de deux communautés de communes à laquelle s'est ajoutée une partie des communes de deux autres communautés de communes. Elle résulte ainsi du regroupement de Cians Var (9 communes) et des Vallées d'Azur (16 communes), rejoint par 7 communes sur 10 de la Vallée de l'Estéron et 2 communes sur 14 des Monts d'Azur.

## Géographie
La communauté de communes est située au nord-ouest du département des Alpes-Maritimes. Elle est la seule communauté intégralement rurale de ce département.  

## Composition
La communauté de communes est composée des 34 communes suivantes :

| Nom                      | Code Insee | Gentilé          | Superficie (km2) | Population (dernière pop. légale) | Densité (hab./km2) |
| ------------------------ | ---------- | ---------------- | ---------------- | --------------------------------- | ------------------ |
| Puget-Théniers (siège)   | 06099      | Pugétais         | 21,45            | 1 803 (2022)                      | 84                 |
| Aiglun                   | 06001      | Aiglenois        | 15,37            | 99 (2022)                         | 6,4                |
| Ascros                   | 06005      | Ascrossois       | 17,74            | 180 (2022)                        | 10                 |
| Auvare                   | 06008      | Auvarois         | 18,27            | 50 (2022)                         | 2,7                |
| Beuil                    | 06016      | Beuillois        | 75,65            | 553 (2022)                        | 7,3                |
| Châteauneuf-d'Entraunes  | 06040      | Castelnoviens    | 29,91            | 63 (2022)                         | 2,1                |
| La Croix-sur-Roudoule    | 06051      | Cruciens         | 30,06            | 98 (2022)                         | 3,3                |
| Cuébris                  | 06052      | Cuebrois         | 23,1             | 132 (2022)                        | 5,7                |
| Daluis                   | 06053      | Daluisiens       | 40,03            | 145 (2022)                        | 3,6                |
| Entraunes                | 06056      | Entraunois       | 81,45            | 130 (2022)                        | 1,6                |
| Guillaumes               | 06071      | Guillaumois      | 87,02            | 586 (2022)                        | 6,7                |
| Lieuche                  | 06076      | Lieuchois        | 13,4             | 51 (2022)                         | 3,8                |
| Malaussène               | 06078      | Malaussénois     | 19,48            | 327 (2022)                        | 17                 |
| Massoins                 | 06082      | Massoinques      | 12,13            | 127 (2022)                        | 10                 |
| La Penne                 | 06093      | Pennois          | 18,08            | 256 (2022)                        | 14                 |
| Péone                    | 06094      | Péoniens         | 48,59            | 1 079 (2022)                      | 22                 |
| Pierlas                  | 06096      | Pierlasois       | 31,31            | 99 (2022)                         | 3,2                |
| Pierrefeu                | 06097      | Pierrefeutins    | 22,27            | 339 (2022)                        | 15                 |
| Puget-Rostang            | 06098      | Rostagnois       | 22,46            | 121 (2022)                        | 5,4                |
| Revest-les-Roches        | 06100      | Revestois        | 8,61             | 235 (2022)                        | 27                 |
| Rigaud                   | 06101      | Rigaudois        | 32,54            | 167 (2022)                        | 5,1                |
| Roquestéron              | 06106      | Roquerois        | 6,47             | 557 (2022)                        | 86                 |
| Saint-Antonin            | 06115      | Saint-Antoninois | 6,44             | 84 (2022)                         | 13                 |
| Saint-Léger              | 06124      | Léodégariens     | 4,61             | 57 (2022)                         | 12                 |
| Saint-Martin-d'Entraunes | 06125      | Saint-Martinois  | 40,05            | 146 (2022)                        | 3,6                |
| Sallagriffon             | 06131      | Sallagriffonnais | 9,59             | 47 (2022)                         | 4,9                |
| Sauze                    | 06133      | Sauzois          | 27,77            | 69 (2022)                         | 2,5                |
| Sigale                   | 06135      | Sigalois         | 5,62             | 202 (2022)                        | 36                 |
| Thiéry                   | 06139      | Thiérois         | 22,24            | 100 (2022)                        | 4,5                |
| Toudon                   | 06141      | Toudonnais       | 18,56            | 353 (2022)                        | 19                 |
| Touët-sur-Var            | 06143      | Touétiens        | 14,98            | 743 (2022)                        | 50                 |
| Tourette-du-Château      | 06145      | Tourettans       | 9,74             | 147 (2022)                        | 15                 |
| Villars-sur-Var          | 06158      | Villarois        | 25,27            | 783 (2022)                        | 31                 |
| Villeneuve-d'Entraunes   | 06160      | Villeneuvois     | 28,2             | 87 (2022)                         | 3,1                |

Le siège de la communauté de communes est situé à Puget-Théniers, de loin la commune la plus peuplée avec 1 883 habitants en 2014.

## Démographie
| 1968  | 1975  | 1982  | 1990  | 1999  | 2010  | 2015  | 2021  |
| ----- | ----- | ----- | ----- | ----- | ----- | ----- | ----- |
| 6 265 | 5 933 | 6 374 | 7 385 | 7 796 | 9 477 | 9 689 | 9 885 |

## Organisation

### Conseil communautaire
Le conseil communautaire compte 50 sièges répartis en fonction du nombre d'habitants de chaque commune.  

### Président
Le président de la communauté de communes est élu par le conseil communautaire. La première élection a eu lieu le 4 janvier 2014. Le député-maire Les Républicains de Péone, Charles Ange Ginésy, est élu par 33 voix. Le maire de Malaussène Jean-Pierre Castiglia (FN) recueille 2 voix, et il y a 15 bulletins blancs. 
| Période      | Période  | Identité            | Étiquette | Qualité                           |
| ------------ | -------- | ------------------- | --------- | --------------------------------- |
| janvier 2014 | En cours | Charles Ange Ginésy | UMP → LR  | Conseiller général Maire de Péone |